# Jérémy Beccu
Jérémy Beccu (ur. 22 września 1990) − francuski bokser kategorii koguciej, olimpijczyk z Londynu (2012).

## Kariera amatorska
W sierpniu 2012 reprezentował Francję na igrzyskach olimpijskich w Londynie. Przegrał tam minimalnie, jednym punktem swój pierwszy pojedynek w kategorii papierowej z Kazachem Birżanem Żakypowem.
W 2009 zdobywał złote medale na igrzyskach śródziemnomorskich oraz igrzyskach frankofońskich. Na igrzyskach śródziemnomorskich w finale pokonał Hiszpana Kelvina de la Nieve, a na frankofońskich Tunezyjczyka Haithema Azizi.